# Saxifraga rosacea
Saxifraga rosacea — вид трав'янистих рослин родини Ломикаменеві (Saxifragaceae), поширений у центральних та північно-західних областях Європи. Етимологія: лат. rosaceus — «трояндовий, рожевий».

## Таксономічні примітки
Зовні Saxifraga rosacea виглядає млявою формою Saxifraga cespitosa, але відрізняється від неї відсутністю залозистих волосків на листі й чисто білими пелюстками. Виняток становлять S. rosacea subsp. hartii із залозистими волосками на листках. Є повідомлення, що цей підвид досяг південної Гренландії, але це повідомлення слід віднести до хибних, а тамтешні рослини такими, що належать до S. cespitosa. Порівняння рослин S. rosacea, S. cespitosa і Saxifraga hypnoides, зібраних в Ісландії вказують на відмінність видів. 

## Морфологічна характеристика
Це багаторічні трав'янисті рослини 5–20 см заввишки. Листя від густо-залозистого до майже голого, широке, клиновиде, 3- чи 5-дольне. Листові пластини 7–25 мм завдовжки і 6–20 мм завширшки. Квіткові стебла висотою 6–25 см, тонкі й несуть від двох до п'яти чистих білих квітів 15 мм діаметром; пелюстки овальні завдовжки 6–10 мм; чашолистки яйцевидно-трикутні, завдовжки 2–4 мм. Дуже мінливий вид щодо листя. Плоди — капсули від яйцевидих до майже кулястих.

## Поширення
Європа (Бельгія, Чехія, Німеччина, Польща, Фарерські острови, Ісландія, Ірландія, Франція). Натуралізований у Норвегії й Швеції. Населяє дуже вологі скельні платформи, тріщини скель, росте вздовж струмків.

## Галерея

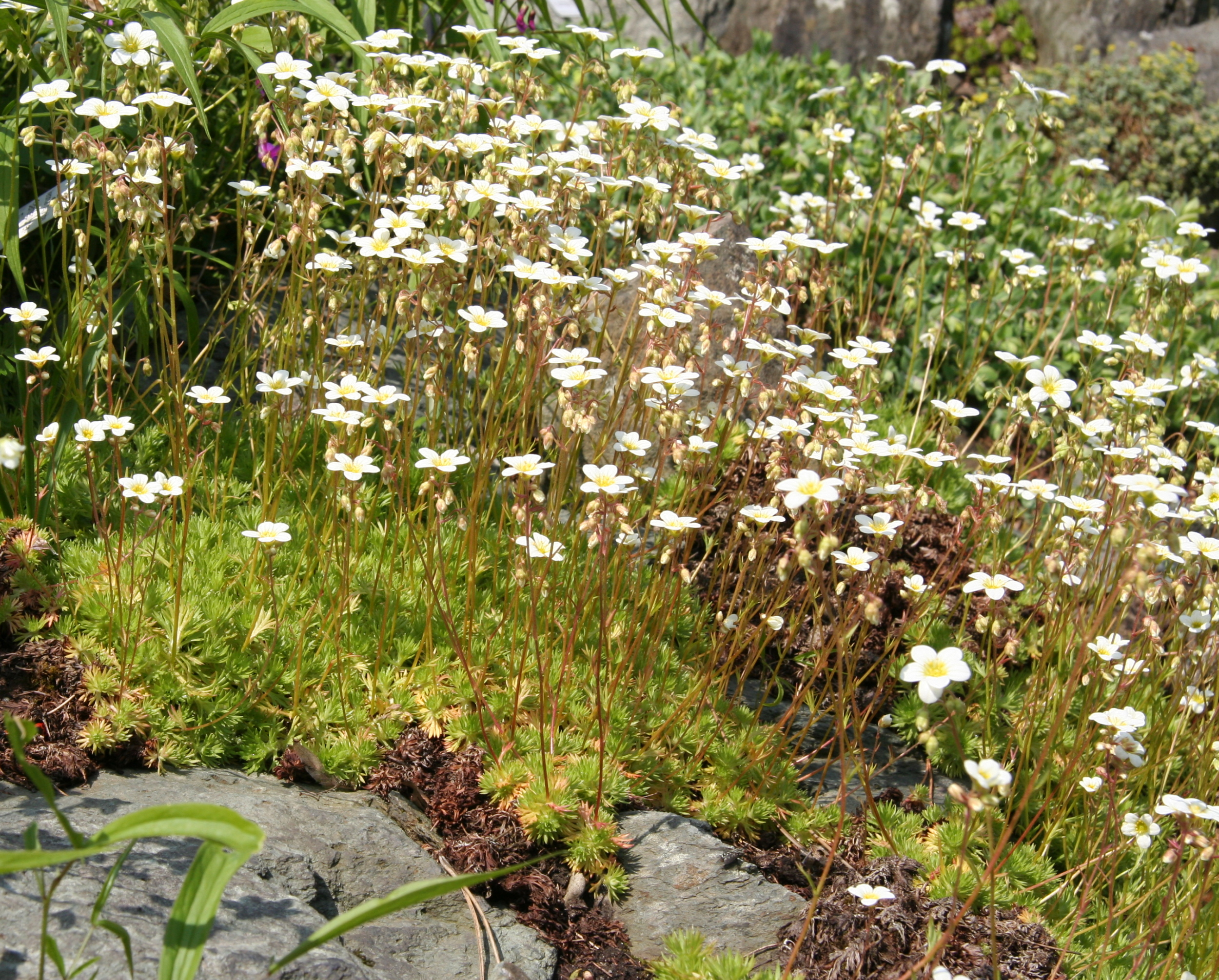
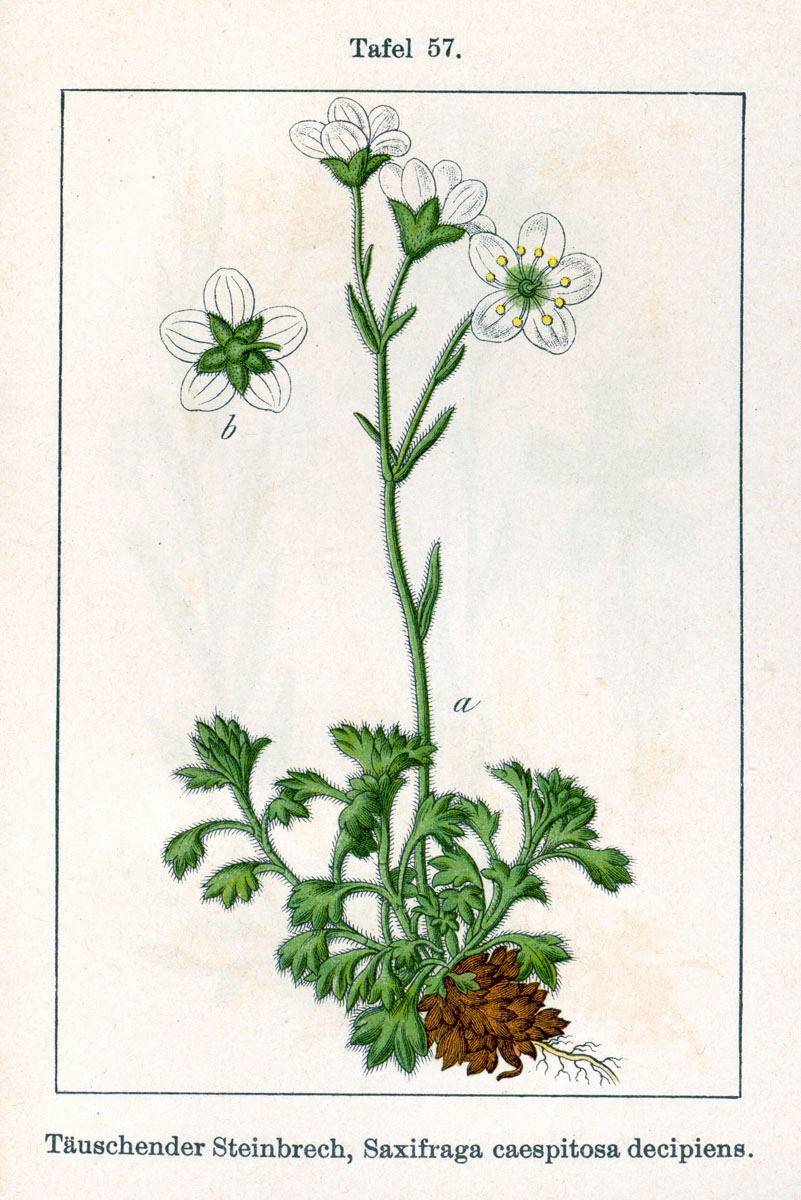